# こうちeye
『こうちeye』（こうちアイ）は、2006年10月2日から高知放送（RKCテレビ）で放送されている、5代目の平日夕方の地域情報番組・ニュース番組。放送時間は、毎週月曜日から金曜日の15:48 - 16:45、18:15 - 18:55。

## 概要
1989年から18年間にわたって放送された夕方のローカルニュース『こうちNOW』の後継番組として、2006年10月2日に放送開始。
その後、日本テレビ発の全国ニュースが2010年3月29日をもって『NNN Newsリアルタイム』から『news every.』に変更されたことから、高知放送公式サイトの番組表における表記が「こうちeye」からピリオド有りの「こうちeye.」に変更され（現在はピリオド無しに戻っている。）番組内容も一部リニューアルが施された。土曜昼に『ごきげん ボニートっ!』が放送されていた当時は、金曜のエンディングで同番組の告知をしていた。
2011年10月3日から『news every.』のNNN枠が17時53分 - 18時15分に変更されたことに伴い、番組の開始時間が1分繰り上がって18時15分になった。
2022年3月28日からは新社屋に移転を機に、同年3月18日まで放送されていた情報番組『eye+スーパー』を吸収して時間枠を拡大。夕方ワイド番組として、旬の出来事や県内各市町村の話題を伝える第1部（15:50 - 16:50）と、主に県内ニュースや気象情報を伝える第2部（18:15 - 18:55）の2部体制となる。
2024年4月1日からは第1部が15時48分スタートに変更され15時50分 - 16時ごろまでnews every.第1部のネットが開始された。（ただしEPG上では15時50分スタートのままになっている）

## キャスター
※月曜 - 水曜のキャスターが不在のときには木曜・金曜のキャスターが、木曜・金曜のキャスターが不在のときには月曜 - 水曜のキャスターが代役として出演している。

### 現在
- 高橋龍介（月 - 水、1部）
- 高橋生（月 - 水、1部）
- 河内真（月・火、2部）
- 井手上恵（水・木、2部）
- 有吉都（木・1部、金・1・2部）
- 樺山夏帆（月・火、2部）
- 井出一崇（水・木・2部、木・1部）
- 揚田葵衣（金1・2部）

### 過去
| 期間      | 期間       | 第1部              | 第1部              | 第1部              | 第1部              | 第1部              | 第1部              | 第2部      | 第2部      | 第2部      | 第2部      | 第2部    | 第2部      | 第2部         | 第2部 |
| 期間      | 期間       | メイン             | メイン             | メイン             | サブ               | サブ               | サブ               | メイン     | メイン     | メイン     | メイン     | サブ     | サブ       | サブ          |       |
| 期間      | 期間       | 月 - 水            | 木                 | 金                 | 月 - 水            | 木                 | 金                 | 月・火     | 水         | 木         | 金         | 月 - 水  | 木         | 金            |       |
| --------- | ---------- | ------------------ | ------------------ | ------------------ | ------------------ | ------------------ | ------------------ | ---------- | ---------- | ---------- | ---------- | -------- | ---------- | ------------- | ----- |
| 2006.10.2 | 2008.3.28  | （放送なし）       | （放送なし）       | （放送なし）       | （放送なし）       | （放送なし）       | （放送なし）       | 丸山修     | 丸山修     | 久保田浩史 | 久保田浩史 | 武内有子 | 長谷川恵子 | 長谷川恵子    |       |
| 2008.3.31 | 2009.3.27  | （放送なし）       | （放送なし）       | （放送なし）       | （放送なし）       | （放送なし）       | （放送なし）       | 丸山修     | 丸山修     | 久保田浩史 | 久保田浩史 | 武内有子 | 大木瞳美   | 大木瞳美      |       |
| 2009.3.30 | 2009.9.25  | （放送なし）       | （放送なし）       | （放送なし）       | （放送なし）       | （放送なし）       | （放送なし）       | 久保田浩史 | 久保田浩史 | 河内真     | 河内真     | 大木瞳美 | 武内有子   | 武内有子      |       |
| 2009.9.28 | 2012.3.30  | （放送なし）       | （放送なし）       | （放送なし）       | （放送なし）       | （放送なし）       | （放送なし）       | 久保田浩史 | 久保田浩史 | 河内真     | 河内真     | 大木瞳美 | 有吉都     | 有吉都        |       |
| 2012.4.2  | 2013.3.29  | （放送なし）       | （放送なし）       | （放送なし）       | （放送なし）       | （放送なし）       | （放送なし）       | 丸山修     | 丸山修     | 河内真     | 河内真     | 有吉都   | 有吉都     | 高橋生/井手上 |       |
| 2013.4.1  | 2016.4.1   | （放送なし）       | （放送なし）       | 丸山修             | （放送なし）       | （放送なし）       | 高橋生             | 丸山修     | 河内真     | 河内真     | 河内真     | 有吉都   | 井手上恵   | 井手上恵      |       |
| 2016.4.4  | 2020.12.25 | eye+スーパーを参照 | eye+スーパーを参照 | eye+スーパーを参照 | eye+スーパーを参照 | eye+スーパーを参照 | eye+スーパーを参照 | 河内真     | 河内真     | 河内真     | 河内真     | 有吉都   | 井手上恵   | 井手上恵      |       |
| 2021.1.4  | 2022.3.25  | eye+スーパーを参照 | eye+スーパーを参照 | eye+スーパーを参照 | eye+スーパーを参照 | eye+スーパーを参照 | eye+スーパーを参照 | 河内真     | 河内真     | 河内真     | 河内真     | 井手上恵 | 井手上恵   | 井手上恵      |       |
| 2022.3.28 | 2022.12.23 | 河内真             | 河内真             | 有吉都             | 高橋生             | 高橋生             | 藤井慎子           | 河内真     | 河内真     | 河内真     | 有吉都     | 高橋生   | 高橋生     | 纐纈琴巴      |       |
| 2023.1.4  | 2023.3.31  | 河内真             | 河内真             | 有吉都             | 井手上恵           | 井手上恵           | 藤井慎子           | 河内真     | 河内真     | 河内真     | 有吉都     | 井手上恵 | 井手上恵   | 纐纈琴巴      |       |
| 2023.4.3  | 2024.4.30  | 井手上恵           | 有吉都             | 有吉都             | 高橋龍介           | 纐纈琴巴           | 纐纈琴巴           | 河内真     | 河内真     | 河内真     | 有吉都     | 井手上恵 | 纐纈琴巴   | 纐纈琴巴      |       |
| 2024.5.1  | 2024.9.27  | 高橋生             | 有吉都             | 有吉都             | 高橋龍介           | 纐纈琴巴           | 纐纈琴巴           | 河内真     | 河内真     | 河内真     | 有吉都     | 井手上恵 | 有吉都     | 有吉都        |       |
| 2024.9.30 | 現在       | 高橋生             | 有吉都             | 有吉都             | 高橋龍介           | 樺山夏帆           | 井出一崇           | 河内真     | 河内真     | 河内真     | 有吉都     | 井手上恵 | 樺山夏帆   | 井出一崇      |       |

## 主なコーナー

### 現在
第1部
- 「特集」（月曜）

旬の話題や高知県内の今の出来事を徹底取材する。
- 「じたんかんたんきょうのごはん」（火曜）

誰でも作れる簡単な時短料理を毎週紹介する。
- 「まちラブwalker」（水曜）

高知県内の各市町村を歩き、地域の魅力を伝える。
- 「ビビッとビビる!!」（第3・第4水曜）

ビビる大木が、全国に広めたい高知の自慢を「土佐遺産」に認定する。番組終了後「TVer」で動画配信されている。
- 「こうちの記憶」（木曜）

高知県内の様々な出来事を高知放送のアーカイブから振り返る。
- 「かつおのおじたLIVE」（金曜）

土佐かつおが驚くような話題を県内各地から伝える。
第2部
- 「めばえ〜こうちの希望〜」（月曜 - 金曜）

高知放送と同じ日本テレビ系列の読売テレビが幹事局を務める企画ネット形式の箱番組『めばえ』の高知県版。月曜 - 木曜は県内で出生した1歳以下の赤ちゃんが両親と共に登場するVTRを、熊木杏里の楽曲「誕生日」に乗せて、1日1名のペースで紹介する。金曜日は「めばえ～大きくなったよ～」と題し過去に紹介した赤ちゃんの現在の姿を両親とともに紹介する。サブタイトルの「こうちの希望」には、「少子化が進む高知県で生まれたばかりの命。それは高知の未来を担う、高知の『希望』」という当番組からのメッセージが込められている。
- 「食1グランプリ」→ 「こうちのQ食」→ 「三ツ星!」（月曜）

高知の旬の食材を毎回紹介する。家庭でできる調理法や、生産者の思いなどを伝える。
- 「CATCH the EYE」→「火曜特集」（火曜）

政治・経済・教育・気象・災害など高知での生活に関する幅広い話題を記者がリポートする。取材範囲は県内が主だが、関連する事柄であれば県を越えた取材も行い、リポート内容の充実を図っている。
- 「こちらビフォーアフター」（火曜）

高知県内の様々な出来事を振り返るとともに、その後を紹介するコーナー。
- 「東京ウォッチ」（水曜）

東京で活躍する高知県人や、東京で話題になっている高知のモノなどを使える。
- 「スポドキュ」→「土佐人力」（とさじんりょく）（木曜）

県内の産業・スポーツなどの各界を引っ張る人やグループ、頑張っているスポーツ選手などにスポットを当てて紹介する。過去にこのコーナーは山本一力司会で独立しての放送が行われた。

### 過去
- 月曜・「ふるさとeye」

県内の地域の人（主に住人や役場職員など）が、地域の自慢や伝統行事、イベント情報などをリポートする。また、視聴者から送られてきたビデオを紹介することもある。
- 火曜・「あの値それは値」

物の値段から高知の今を探る。
- 水曜・「見よっか」（月1回）

こども高知新聞とのコラボ企画。
- 木曜・「eyeスタイル」（放送開始 - 2008年3月）

番組の女性キャスターが、女性ならではの視点で県内の健康・流行・美容・子育てなどに関する話題をリポート。
- 木曜・「とさ勉」

高知のあまり知られていない情報や、他県には無い高知独特の習慣などをクイズ形式で紹介していく。
- 金曜・「Newsファイル」

高知新聞を発行する高知新聞社とのコラボレーション企画。
- 「eye love Dogs」

四国アイランドリーグplusの地元チーム高知ファイティングドッグスを「おらんくの球団」として応援する。
- 「得エコ」

県内の企業などが行っている「地球温暖化対策」を紹介するコーナー。2010年3月までは金曜に放送されていた。

### 不定期
- 中四国遺産

中国・四国地方のNNN系列局と共同で制作。主に町の風景や行事などを高知に限らず取材し（担当は各地方局）、その映像を共有・放送している。